# 月刊イオ
『月刊イオ』は、在日本朝鮮人総聯合会（朝鮮総聯）の機関紙部門である朝鮮新報社が発行している月刊の日本語雑誌の一つである。

## 概要
「イオ/이어」は朝鮮語で「継ぐ」という意味であり、「（在日朝鮮人の）1、2世同胞の祖国、民族を想う心を受け継ぐ」という気持ちが込められているとされる。

## 沿革
- 1996年7月 - 創刊

## 刊行書籍
- 月刊イオ編集部編『朝鮮魅力の旅 改訂版』朝鮮新報社[2]
- 月刊イオ編集部著・編『日本の中の外国人学校』（ISBN : 9784750324456）明石書店 (2006/11/6)
- 月刊イオ編集部編『高校無償化裁判 : 249人の朝鮮高校生たたかいの記録』（ISBN : 9784434207938）樹花舎 (2015/7/1)

## 類似雑誌
『月刊イオ』と類似の雑誌として、朝鮮新報社と同じ朝鮮総聯傘下の朝鮮青年社が発行する『月刊セセデ』がある。